# Amvrossi Boutchma
Amvrossi Maximilianovitch Boutchma (russe : Амвросий Максимилианович Бучма ; ukrainien : Амвросій Максиміліанович Бучма, Amvrossiï Maksymilianovytch Boutchma), né le 14 mars 1891 à Lemberg (actuelle Lviv) et mort le 6 janvier 1957 à Kiev, est un acteur de théâtre et de cinéma, et metteur en scène soviétique d'origine ukrainienne, artiste du peuple de l'URSS (1944) et double lauréat du prix Staline (1941, 1949).

## Biographie
Amvrossi Boutchma naît à Lemberg, dans le royaume de Galicie et de Lodomérie (aujourd'hui Lviv, en Ukraine), dans la famille d'un cheminot et d'une blanchisseuse. Cadet d'une fratrie de neuf enfants, il étudie dans un gymnasium, d'où il est exclus pour mauvaise conduite. Après quatre ans d'école primaire, il travaille comme ouvrier, peintre, maçon, bûcheron, serveur ou encore musicien.
En 1905, à l'âge de 14 ans, il est accepté comme choriste et acteur remplaçant au théâtre de la société Rousskaïa besseda, à Lviv, dirigé par Iossif Stadnik (ru). Il y fait sa première apparition sur scène dans la pièce Le Bonheur d'un père (1905). Il travaille dans ce théâtre de 1905 à 1912.
En 1914, mobilisé dans les forces armées austro-hongroises, il participe à la Première Guerre mondiale. En 1915, il est envoyé en Russie comme prisonnier de guerre. Échappé d'un camp de travail forcé en Asie centrale, il se fait successivement mineur, ouvrier] et travailleur agricole en Ukraine.
Arès la révolution d'Octobre il joue dans les théâtres de Mykola Sadovsky (de) (1856-1933) et d'Ivan Roubtchak (ru) (1874-1952). De 1917 à 1919, il étudie à l'université nationale Karpenko-Kary. Il dira plus tard être inspiré dans son travail par les œuvres de Les Kourbas et Sergueï Eisenstein.
En 1919, il dirige la société Nouveau Théâtre de Lviv à Drohobytch, où il met en scène l'année suivante Le Mariage de Figaro de Beaumarchais. Cette même année, il fusionne sa société avec la troupe d'acteurs Jeune Théâtre, dirigée par Gnat Petrovitch Ioura, pour créer le théâtre Ivan-Franko de Vinnytsia (actuel théâtre national Ivan Franko de Kiev). Jusqu'en 1921, Boutchma y interprète principalement des rôles comiques dans les pièces de Molière, de Beaumarchais ou de Goldoni. En 1921, il fonde le studio dramatique Ivan-Franko à Tcherkassy, puis le déménage à Kherson ; toutefois, la famine dans la région de Kherson et la maladie de sa première épouse Polina Samiïlenko le conduisent à mettre fin à ce projet.
Par la suite, il dirige le théâtre amateur des Premiers Ateliers ferroviaires de Kiev, puis rejoint en 1922 l'association artistique Berezil, fondée dans la même ville sous la houlette de Les Kourbas.
De 1922 à 1926, puis de 1930 à 1936, il est l'acteur principal du théâtre Berezil (rebaptisé théâtre dramatique Taras-Chevtchenko en 1935), d'abord installé à Kiev, puis à Kharkiv à partir de 1926.
En 1924, il fait ses débuts au cinéma dans le film Le Rêve de Tolstopouzenko de Les Kourbas et Alexandre Peregouda. De 1926 à 1930, il travaille au Studio d'Odessa en tant qu'acteur et réalisateur. Il apparaîtra dans plus de vingt films, notamment dans Arsenal d'Alexandre Dovjenko en 1928.
En 1933-1935, l'acteur pose pour le sculpteur Matveï Maniser dans le rôle d'un haïdamak mourant et d'un paysan portant une meule pour le Monument à Taras Chevtchenko (ru) à Kharkiv.
De 1936 à la fin de sa vie, il est acteur et directeur du théâtre dramatique Ivan-Franko de Kiev. Pendant la Seconde Guerre mondiale, le théâtre est évacué à Semeï et à Tachkent : durant son séjour dans cette dernière ville, Amvrossi Boutchma monte sur la scène du Théâtre ouzbek de drame et de comédie musicale Mukimi dans une adaptation de l'opéra Natalka Poltavka d'Ivan Kotliarevsky.
Amvrossi Boutchma est le premier acteur de l'histoire du théâtre ukrainien à interpréter le rôle de Vladimir Lénine dans l'adaptation de Pravda d'Olexandr Kornitchouk (1937).
De 1945 à 1948, parallèlement à son activité au théâtre, il s'illustre comme directeur artistique du Studio Dovjenko.
Depuis 1940, il enseigne à l'université nationale Karpenko-Kary. Parmi ses élèves on peut citer Konstantin Stepankov et Mykola Kozlenko (ru).
Il est élu membre du premier présidium de la Société ukrainienne du théâtre (actuelle Union nationale des travailleurs du théâtre d'Ukraine), fondée après la guerre.
En 1941, un prix Staline lui est remis pour ses grands mérites dans le domaine de l'art dramatique.
Membre du Parti communiste de l'Union soviétique à partir de 1942, Boutchma est élu conseiller municipal à Kiev.
En 1949, il reçoit un second prix Staline pour son rôle principal dans la pièce Makar Doubrava d'Olexandr Kornitchouk.
Amvrossi Boutchma meurt le 6 janvier 1957 à Kiev des suites d'une longue et sévère maladie de Parkinson. Il est enterré au cimetière Baïkov.

## Filmographie partielle
- 1928 : Arsenal (Арсенал) d'Alexandre Dovjenko : soldat allemand
- 1939 : Chtchors (Щорс) d'Alexandre Dovjenko : général Terechkevitch
- 1945 : Ivan le Terrible (Иван Грозный) de Sergueï Eisenstein : Alexeï Basmanov
- 1947 : L'Exploit d'un éclaireur (Подвиг разведчика) de Boris Barnet

## Hommages
Le prix Bronek est un prix pour le théâtre, fondé en 2008 par la critique et professeur Valentyna Zabolotna en hommage à la mémoire de son grand-père appelé Bronek dans le cadre familial.